# Джугісі
Джугісі (груз. ჯუღისი) — село в Грузії.
За даними перепису населення 2014 року в селі проживає 29 осіб.